# Aminare
Aminarea este o reacție chimică în urma cărei o grupă amino este introdusă într-o moleculă de compus organic. Poate fi catalizată de enzime (aminaze) sau poate fi realizată pe alte căi (reacție Ritter, hidroaminare în cataliză acidă sau cu catalizator metalic, aminare reductivă, etc.).